# 2009 no desporto

## Agenda
- 13 a 17 de janeiro - Rali Dakar
- 19 de janeiro a 1 de fevereiro - Australian Open de tênis
- 1 de fevereiro - Super Bowl XLIII
- 15 de fevereiro - Daytona 500
- 15 de fevereiro - NBA All-Star Game
- 29 de março - Início da temporada de Formula 1.
- 9 a 12 de abril - Masters de golfe
- 2 de maio - Kentucky Derby de turfe
- 9 de maio a 6 de dezembro - Campeonato Brasileiro de futebol
- 27 de maio - Final da Liga dos Campeões da UEFA
- 24 de maio - 500 milhas de Indianápolis
- 24 de maio a 7 de junho - Roland Garros de tênis
- 15 a 21 de junho - US Open de golfe
- 22 de junho a 5 de julho - Wimbledon de tênis
- 4 a 26 de julho - Volta da França de ciclismo
- 14 de julho - MLB All-Star Game
- 16 a 19 de julho - British Open de golfe
- 17 de julho a 2 de agosto - Campeonato Mundial de Esportes Aquáticos
- 10 a 16 de agosto - PGA Championship de golfe
- 15 a 23 de agosto - Campeonato Mundial de Atletismo
- 26 a 30 de agosto - Campeonato Mundial de Judô
- 31 de agosto a 13 de setembro - US Open de tênis
- 9 de setembro a 13 de setembro - Campeonato Mundial de Ginástica Rítmica
- 12 de outubro a 18 de outubro - Campeonato Mundial de Ginástica Artística
- 1 de novembro - Maratona de Nova York
- 31 de dezembro - Corrida de São Silvestre

## Eventos

### Atletismo
- 23 de agosto - Os  EUA ficam em primeiro lugar no Campeonato Mundial de Atletismo em Berlim
- 1 de novembro -  Meb Keflezighi e  Derartu Tulu vencem a Maratona de Nova York
- 31 de dezembro -  James Kipsang e  Pasalia Kipcoech Chepkorir vencem a Corrida Internacional de São Silvestre

### Automobilismo
- 17 de janeiro
  -  Marc Coma é campeão do Rali Dakar na categoria motos[1]
  -  Giniel De Villiers é campeão do Rali Dakar na categoria carros[2]
  -  Firdaus Kabirov é campeão do Rali Dakar na categoria caminhões[3]
- 15 de fevereiro -  Matt Kenseth vence a prova de Daytona 500 da NASCAR[4]
- 29 de março -  Jenson Button vence o Grande Prêmio da Austrália de Fórmula 1[5]
- 5 de abril
  -  Jenson Button vence o Grande Prêmio da Malásia de Fórmula 1
  -  Ryan Briscoe vence o Grande Prêmio de São Petersburgo da IndyCar Series
- 19 de abril
  -  Sebastian Vettel vence o Grande Prêmio da China de Fórmula 1
  -  Dario Franchitti vence o Grande Prêmio de Long Beach da IndyCar Series
- 26 de abril
  -  Jenson Button vence o Grande Prêmio do Barém de Fórmula 1
  -  Scott Dixon vence o Grande Prêmio do Kansas da IndyCar Series
- 10 de maio -  Jenson Button vence o Grande Prêmio da Espanha de Fórmula 1
- 24 de maio
  -  Jenson Button vence o Grande Prêmio de Mônaco de Fórmula 1
  -  Hélio Castroneves vence as 500 Milhas de Indianápolis da IndyCar Series
- 31 de maio -  Scott Dixon vence o Grande Prêmio de Milwaukee da IndyCar Series
- 7 de junho
  -  Hélio Castroneves vence o Grande Prêmio do Texas da IndyCar Series
  -  Jenson Button vence o Grande Prêmio da Turquia de Fórmula 1
- 21 de junho
  -  Sebastian Vettel vence o Grande Prêmio da Grã-Bretanha de Fórmula 1
  -  Dario Franchitti vence o Grande Prêmio de Iowa da IndyCar Series
- 28 de junho -  Scott Dixon vence o Grande Prêmio de Richmond IndyCar Series
- 5 de julho -  Justin Wilson vence o Grande Prêmio de Watkins Glen da IndyCar Series
- 12 de julho
  -  Mark Webber vence o Grande Prêmio da Alemanha de Fórmula 1
  -  Dario Franchitti vence o Grande Prêmio de Toronto da IndyCar Series
- 26 de julho
  -  Lewis Hamilton vence o Grande Prêmio da Hungria de Fórmula 1
  -  Will Power vence o Grande Prêmio de Edmonton da IndyCar Series
- 2 de agosto -  Ryan Briscoe vence o Grande Prêmio de Kentucky da IndyCar Series
- 9 de agosto
  -  Cacá Bueno vence a etapa de Salvador da Stock Car, a 1ª corrida da categoria disputada em circuito de rua.
  -  Scott Dixon vence o Grande Prêmio de Mid-Ohio IndyCar Series
- 23 de agosto
  -  Rubens Barrichello vence o Grande Prêmio da Europa de Fórmula 1, a 100ª vitória de um piloto brasileiro na categoria.
  -  Dario Franchitti vence o Grande Prêmio de Sonoma da IndyCar Series
- 30 de agosto
  -  Kimi Räikkönen vence o Grande Prêmio da Bélgica de Fórmula 1
  -  Ryan Briscoe vence o Grande Prêmio de Chicago da IndyCar Series
- 13 de setembro -  Rubens Barrichello vence o Grande Prêmio da Itália de Fórmula 1
- 16 de setembro - Flavio Briatore e o engenheiro Pat Symonds são demitidos da escuderia francesa Renault
- 19 de setembro -  Scott Dixon vence o Grande Prêmio do Japão da IndyCar Series
- 27 de setembro -  Lewis Hamilton vence o Grande Prêmio de Singapura de Fórmula 1
- 4 de outubro -  Sebastian Vettel vence o Grande Prêmio do Japão de Fórmula 1
- 10 de outubro -  Dario Franchitti vence o Grande Prêmio de Miami da IndyCar Series e é campeão da temporada da Fórmula Indy
- 18 de outubro -  Mark Webber vence o Grande Prêmio do Brasil de Fórmula 1 e  Jenson Button conquista o título da temporada de Fórmula 1
- 25 de outubro -  Sébastien Loeb e  Daniel Elena conquistam o Campeonato Mundial de Rali
- 1º de novembro -  Sebastian Vettel vence o Grande Prêmio de Abu Dhabi de Fórmula 1
- 22 de novembro -  Jimmie Johnson conquista o título da Nascar
- 23 de novembro -  Cacá Bueno conquista o título da Stock Car

### Basquete
- 15 de fevereiro - O Oeste vence o Leste por 146 a 119 no All-Star Game da NBA[6]
- 14 de junho - O Los Angeles Lakers vence o Orlando Magic e é campeão da NBA
- 28 de junho - O  Flamengo vence o  Brasília e é campeão da NBB
- 6 de setembro - O  Brasil vence a Copa América de Basquete Masculino
- 27 de setembro - O  Brasil vence a Copa América de Basquete Feminino
- 10 de outubro - O Phoenix Mercury vence o Indiana Fever e é campeão da WNBA

### Beisebol
- 23 de março - O  Japão vence a  Coreia do Sul e é campeão do Clássico Mundial de Beisebol[7]
- 4 de novembro - O New York Yankees vence o Philadelphia Phillies e é campeão da World Series

### Esquí alpino
- 11 de março -  Lindsey Vonn é campeã da Copa do Mundo feminina
- 13 de março -  Aksel Lund Svindal é campeão da Copa do Mundo masculina

### Futebol
- 12 de janeiro -  Cristiano Ronaldo e  Marta são escolhidos pela FIFA como os melhores jogadores de 2008[8][9]
- 19 de abril
  - O  Internacional conquista o Campeonato Gaúcho
  - O  Sport conquista o Campeonato Pernambucano
- 2 de maio - O  Brasiliense conquista o Campeonato Brasiliense
- 3 de maio
  - O  Atlético Paranaense conquista o Campeonato Paranaense
  - O  Avaí conquista o Campeonato Catarinense
  - O  Corinthians conquista o Campeonato Paulista
  - O  Cruzeiro conquista o Campeonato Mineiro
  - O  Flamengo conquista o Campeonato Carioca
  - O  Goiás conquista o Campeonato Goiano
  - O  Vitória conquista o Campeonato Baiano
  - O  Fortaleza conquista o Campeonato Cearense[10]
- 6 de maio - O  Confiança conquista o Campeonato Sergipano
- 20 de maio - O  Shakhtar Donetsk conquista a Copa da UEFA[11]
- 27 de maio - O  Barcelona conquista a Liga dos Campeões da UEFA
- 31 de Maio - FIFA escolhe as cidades que receberão os jogos da Copa do Mundo de 2014 no  Brasil
- 28 de junho - O  Brasil vence os  EUA e é campeão da Copa das Confederações
- 2 de julho - O  Corinthians conquista a Copa do Brasil
- 9 de julho - A  LDU conquista a Recopa Sul-Americana
- 15 de julho - O  Estudiantes conquista a Copa Libertadores
- 5 de setembro - O  Brasil se classifica para a Copa do Mundo de 2010
- 19 de setembro - O  América Mineiro vence o Campeonato Brasileiro da Série C
- 9 de outubro - É fundado o Clube Atlético Diadema.
- 16 de outubro -  Gana conquista o Mundial Sub-20
- 18 de outubro - O  Santos conquista a 1ª edição feminina da Copa Libertadores
- 1º de novembro - O  São Raimundo vence o Campeonato Brasileiro da Série D
- 13 de novembro - O  Vasco da Gama conquista o Campeonato Brasileiro da Série B
- 15 de novembro - A  Suíça  conquista o Mundial Sub-17
- 18 de novembro - Definidas as equipes que disputarão a Copa do Mundo de 2010
- 1º de dezembro - O  Santos conquista a edição feminina da Copa do Brasil
- 2 de dezembro - A  LDU conquista a Copa Sul-americana
- 4 de dezembro - Definidos os grupos da Copa do Mundo de 2010
- 6 de dezembro - O  Flamengo conquista o Campeonato Brasileiro.
- 19 de dezembro - O  Barcelona conquista o Mundial de clubes
- 21 de dezembro -  Messi e  Marta são escolhidos pela FIFA como os melhores jogadores de 2009
- 22 de dezembro - O  Grêmio vence o Campeonato Brasileiro Sub-20

### Futebol americano
- 1 de fevereiro - Pittsburgh Steelers vence o Arizona Cardinals e é campeão do Super Bowl[12]

### Futebol de areia
- 22 de novembro - O  Brasil conquista a Copa do Mundo de Futebol de Areia

### Ginástica rítmica
- 11 de setembro -  Evgenia Kanaeva conquista a medalha de ouro no individual geral do campeonato mundial, e se torna a 1ª ginasta a conquistar seis medalhas de ouro em uma mesma edição de mundial[13]

### Golfe
- 12 de abril -  Ángel Cabrera é campeão do Masters de Golfe
- 22 de junho -  Lucas Glover é campeão do U.S. Open de golfe
- 19 de julho -  Stewart Cink é campeão do British Open de Golfe
- 17 de agosto -  Y.E. Yang é campeão do PGA Championship de Golfe

### Hóquei no gelo
- 12 de junho - O Pittsburgh Penguins vence o Detroit Red Wings e é campeão da NHL

### Motociclismo
- 25 de outubro -  Valentino Rossi conquista o campeonato da MotoGP

### Natação
- 2 de agosto - Os  EUA ficam em primeiro lugar no Mundial de Esportes Aquáticos em Roma

### Olímpicos
- 2 de outubro - O  Rio de Janeiro é escolhido pelo Comitê Olímpico Internacional (COI) cidade-sede das Olimpíadas de 2016
- 9 de outubro - O Comitê Olímpico Internacional (COI) aprovou a inclusão do Rugby Sevens e do Golfe, no programa das Olimpíadas de 2016

### Tênis
- 31 de janeiro -  Serena Williams vence  Dinara Safina e é campeã do Australian Open[14]
- 1 de fevereiro -  Rafael Nadal vence  Roger Federer e é campeão do Australian Open[15]
- 6 de junho -  Svetlana Kuznetsova vence  Dinara Safina e é campeã de Roland Garros
- 7 de junho -  Roger Federer vence  Robin Soderling e é campeão de Roland Garros
- 4 de julho -  Serena Williams vence  Venus Williams e é campeã do Torneio de Wimbledon
- 5 de julho -  Roger Federer vence  Andy Roddick e é campeão do Torneio de Wimbledon
- 13 de setembro -  Kim Clijsters vence  Caroline Wozniacki e é campeã do US Open
- 14 de setembro -  Juan Martín del Potro vence  Roger Federer e é campeão do US Open
- 1 de novembro -  Serena Williams vence  Venus Williams e é campeã do WTA Tour Championships
- 5 de dezembro - A  Espanha conquista a Copa Davis

### Turfe
- 2 de maio - Mine That Bird, montado por Calvin Borel, vence o Kentucky Derby[16]
- 16 de maio - Rachel Alexandra, montada por Calvin Borel, vence o Preakness Stakes
- 6 de junho - Summer Bird, montado por Kent Desormeaux, vence o Belmont Stakes

### Voleibol
- 26 de julho - O  Brasil conquista a Liga Mundial
- 21 de agosto - O  Brasil conquista o Sul-americano masculino
- 23 de agosto - O  Brasil conquista o Grand Prix
- 4 de outubro - O  Brasil conquista o Sul-americano feminino
- 15 de novembro - A  Itália conquista a Copa dos Campeões feminina
- 23 de novembro - O  Brasil conquista a Copa dos Campeões masculina

## Mortes
| \| Data \| Nome \| Profissão \| Nacionalidade \| Observações \| Ref \| \| --------------- \| -------------------------------------------------------------- \| ----------------------------------------------------------------- \| ------------------------------------------------------------- \| --------------------------------------- \| --- \| \| 2 de janeiro \| Don Sanderson Joe Henry Nick Scandone Ian Greaves Ryuzo Hiraki \| jogador de hóquei no gelo jogador de beisebol iatista futebolista \| Canadá · Estados Unidos · Estados Unidos · Inglaterra · Japão \| n. 1987 n. 1930 n. 1966 n. 1932 n. 1931 \| \| \| 4 de janeiro \| Lei Clijsters \| futebolista \| Bélgica \| n. 1959 \| \| \| 5 de janeiro \| Pascal Terry \| motociclista \| França \| n. 1959 \| \| \| 10 de janeiro \| Rob Gauntlett \| motociclista \| Inglaterra \| n. 1987 \| \| \| 12 de janeiro \| Friaça \| futebolista \| Brasil \| n. 1924 \| \| \| 15 de janeiro \| Cláudio Milar \| futebolista \| Uruguai \| n. 1974 \| \| \| 20 de janeiro \| Dante Lavelli \| jogador de futebol americano \| Estados Unidos \| n. 1923 \| \| \| 22 de janeiro \| Clément Pinault Bill Herchman Billy Werber \| futebolista jogador de futebol americano jogador de beisebol \| França · Estados Unidos · Estados Unidos \| n. 1985 n. 1933 n. 1908 \| \| \| 23 de janeiro \| Héctor Rossetto \| enxadrista \| Argentina \| n. 1922 \| \| \| 24 de janeiro \| Fernando Cornejo Karl Koller \| futebolista \| Chile · Áustria \| n. 1969 n. 1929 \| \| \| 25 de janeiro \| Ed Lyons \| jogador de beisebol \| Estados Unidos \| n. 1923 \| \| \| 26 de janeiro \| John Isaacs Don Ladner \| jogador de basquete jogador de rugby \| Panamá · Nova Zelândia \| n. 1915 n. 1949 \| \| \| 27 de janeiro \| Billy Wilson Aubrey Powell \| jogador de futebol americano futebolista \| Estados Unidos · País de Gales \| n. 1927 n. 1918 \| \| \| 28 de janeiro \| Gene Corbett Glenn Ashby Davis \| jogador de beisebol atleta \| Estados Unidos · Estados Unidos \| n. 1913 n. 1934 \| \| \| 29 de janeiro \| Hélio Gracie Gyula Pálóczi Roy Saunders \| lutador de jiu-jitsu atleta futebolista \| Brasil · Hungria · Inglaterra \| n. 1913 n. 1962 n. 1930 \| \| \| 30 de janeiro \| John Gordy Connie Buckley Safar Iranpak \| jogador de futebol americano jogador de hurling futebolista \| Estados Unidos · Irlanda · Irão \| n. 1935 n. 1916 n. 1948 \| \| \| 31 de janeiro \| Eddie Logan Mariano Giménez \| jogador de beisebol futebolista \| Estados Unidos · Argentina \| n. 1910 n. 1983 \| \| \| 2 de fevereiro \| Paul Birch Michelle Splitter \| futebolista jogadora de basquete \| Inglaterra · Brasil \| n. 1962 n. 1989 \| \| \| 3 de fevereiro \| Adilson Nascimento \| jogador de basquete \| Brasil \| n. 1952 \| \| \| 5 de fevereiro \| Wescley \| futebolista \| Brasil \| n. 1980 \| \| \| 7 de fevereiro \| Mel Kaufman \| jogador de futebol americano \| Estados Unidos \| n. 1958 \| \| \| 8 de fevereiro \| Bob Stephen \| jogador de futebol americano \| Canadá \| n. 1958 \| \| \| 9 de fevereiro \| Marc Burrows Reg Davies Neville Hamilton \| futebolista \| Inglaterra · Inglaterra · Inglaterra \| n. 1979 n. 1929 n. 1960 \| \| \| 10 de fevereiro \| Jeremy Lusk \| motociclista \| México \| n. 1984 \| \| \| 12 de fevereiro \| Giacomo Bulgarelli Lis Hartel Ted Uhlaender \| futebolista amazona jogador de beisebol \| Itália · Dinamarca · Estados Unidos \| n. 1940 n. 1921 n. 1940 \| \| \| 14 de fevereiro \| Kiprono Mutai \| corredor \| Quênia \| n. 1986 \| \| \| 17 de fevereiro \| Mike Whitmarsh \| jogador de vôlei de praia \| Estados Unidos \| n. 1972 \| \| \| 18 de fevereiro \| Kamila Skolimowska \| lançadora do martelo \| Polónia \| n. 1983 \| \| \| 14 de junho \| Carlos Pardo \| automobilista \| México \| n. 1975 \| \| \| 10 de agosto \| Ede Király \| patinador artístico \| Hungria \| n. 1926 \| \| \| 20 de outubro \| Yuri Ryazanov \| ginasta \| Rússia \| n. 1987 \| \| \| 2 de dezembro \| Foge Fazio \| jogador de futebol americano \| Estados Unidos \| n. 1938 \| \| \| 12 de dezembro \| Klavdiya Boyarskikh \| esquiadora \| Rússia \| n. 1939 \| \| \| 15 de dezembro \| Alan A'Court \| futebolista \| Inglaterra \| n. 1934 \| \| \| 17 de dezembro \| Chris Henry \| jogador de futebol americano \| Estados Unidos \| n. 1983 \| \| |                                                                |                                                                   |                                                               |                                         |     |
| Data | Nome                                                           | Profissão                                                         | Nacionalidade                                                 | Observações                             | Ref |
| 2 de janeiro | Don Sanderson Joe Henry Nick Scandone Ian Greaves Ryuzo Hiraki | jogador de hóquei no gelo jogador de beisebol iatista futebolista | Canadá · Estados Unidos · Estados Unidos · Inglaterra · Japão | n. 1987 n. 1930 n. 1966 n. 1932 n. 1931 |     |
| 4 de janeiro | Lei Clijsters                                                  | futebolista                                                       | Bélgica                                                       | n. 1959                                 |     |
| 5 de janeiro | Pascal Terry                                                   | motociclista                                                      | França                                                        | n. 1959                                 |     |
| 10 de janeiro | Rob Gauntlett                                                  | motociclista                                                      | Inglaterra                                                    | n. 1987                                 |     |
| 12 de janeiro | Friaça                                                         | futebolista                                                       | Brasil                                                        | n. 1924                                 |     |
| 15 de janeiro | Cláudio Milar                                                  | futebolista                                                       | Uruguai                                                       | n. 1974                                 |     |
| 20 de janeiro | Dante Lavelli                                                  | jogador de futebol americano                                      | Estados Unidos                                                | n. 1923                                 |     |
| 22 de janeiro | Clément Pinault Bill Herchman Billy Werber                     | futebolista jogador de futebol americano jogador de beisebol      | França · Estados Unidos · Estados Unidos                      | n. 1985 n. 1933 n. 1908                 |     |
| 23 de janeiro | Héctor Rossetto                                                | enxadrista                                                        | Argentina                                                     | n. 1922                                 |     |
| 24 de janeiro | Fernando Cornejo Karl Koller                                   | futebolista                                                       | Chile · Áustria                                               | n. 1969 n. 1929                         |     |
| 25 de janeiro | Ed Lyons                                                       | jogador de beisebol                                               | Estados Unidos                                                | n. 1923                                 |     |
| 26 de janeiro | John Isaacs Don Ladner                                         | jogador de basquete jogador de rugby                              | Panamá · Nova Zelândia                                        | n. 1915 n. 1949                         |     |
| 27 de janeiro | Billy Wilson Aubrey Powell                                     | jogador de futebol americano futebolista                          | Estados Unidos · País de Gales                                | n. 1927 n. 1918                         |     |
| 28 de janeiro | Gene Corbett Glenn Ashby Davis                                 | jogador de beisebol atleta                                        | Estados Unidos · Estados Unidos                               | n. 1913 n. 1934                         |     |
| 29 de janeiro | Hélio Gracie Gyula Pálóczi Roy Saunders                        | lutador de jiu-jitsu atleta futebolista                           | Brasil · Hungria · Inglaterra                                 | n. 1913 n. 1962 n. 1930                 |     |
| 30 de janeiro | John Gordy Connie Buckley Safar Iranpak                        | jogador de futebol americano jogador de hurling futebolista       | Estados Unidos · Irlanda · Irão                               | n. 1935 n. 1916 n. 1948                 |     |
| 31 de janeiro | Eddie Logan Mariano Giménez                                    | jogador de beisebol futebolista                                   | Estados Unidos · Argentina                                    | n. 1910 n. 1983                         |     |
| 2 de fevereiro | Paul Birch Michelle Splitter                                   | futebolista jogadora de basquete                                  | Inglaterra · Brasil                                           | n. 1962 n. 1989                         |     |
| 3 de fevereiro | Adilson Nascimento                                             | jogador de basquete                                               | Brasil                                                        | n. 1952                                 |     |
| 5 de fevereiro | Wescley                                                        | futebolista                                                       | Brasil                                                        | n. 1980                                 |     |
| 7 de fevereiro | Mel Kaufman                                                    | jogador de futebol americano                                      | Estados Unidos                                                | n. 1958                                 |     |
| 8 de fevereiro | Bob Stephen                                                    | jogador de futebol americano                                      | Canadá                                                        | n. 1958                                 |     |
| 9 de fevereiro | Marc Burrows Reg Davies Neville Hamilton                       | futebolista                                                       | Inglaterra · Inglaterra · Inglaterra                          | n. 1979 n. 1929 n. 1960                 |     |
| 10 de fevereiro | Jeremy Lusk                                                    | motociclista                                                      | México                                                        | n. 1984                                 |     |
| 12 de fevereiro | Giacomo Bulgarelli Lis Hartel Ted Uhlaender                    | futebolista amazona jogador de beisebol                           | Itália · Dinamarca · Estados Unidos                           | n. 1940 n. 1921 n. 1940                 |     |
| 14 de fevereiro | Kiprono Mutai                                                  | corredor                                                          | Quênia                                                        | n. 1986                                 |     |
| 17 de fevereiro | Mike Whitmarsh                                                 | jogador de vôlei de praia                                         | Estados Unidos                                                | n. 1972                                 |     |
| 18 de fevereiro | Kamila Skolimowska                                             | lançadora do martelo                                              | Polónia                                                       | n. 1983                                 |     |
| 14 de junho | Carlos Pardo                                                   | automobilista                                                     | México                                                        | n. 1975                                 |     |
| 10 de agosto | Ede Király                                                     | patinador artístico                                               | Hungria                                                       | n. 1926                                 |     |
| 20 de outubro | Yuri Ryazanov                                                  | ginasta                                                           | Rússia                                                        | n. 1987                                 |     |
| 2 de dezembro | Foge Fazio                                                     | jogador de futebol americano                                      | Estados Unidos                                                | n. 1938                                 |     |
| 12 de dezembro | Klavdiya Boyarskikh                                            | esquiadora                                                        | Rússia                                                        | n. 1939                                 |     |
| 15 de dezembro | Alan A'Court                                                   | futebolista                                                       | Inglaterra                                                    | n. 1934                                 |     |
| 17 de dezembro | Chris Henry                                                    | jogador de futebol americano                                      | Estados Unidos                                                | n. 1983                                 |     |